# Quetta
Quetta (em urdu: کوئٹہ) é uma cidade do Paquistão, capital do distrito de Quetta e da província de Baluchistão. Quetta é conhecida como pomar do Paquistão. Está situada em uma área densamente povoada, a nordeste da província de Baluchistão, próxima a fronteira com o Afeganistão, com uma estrada para Candaar a noroeste.

## História

### História antiga

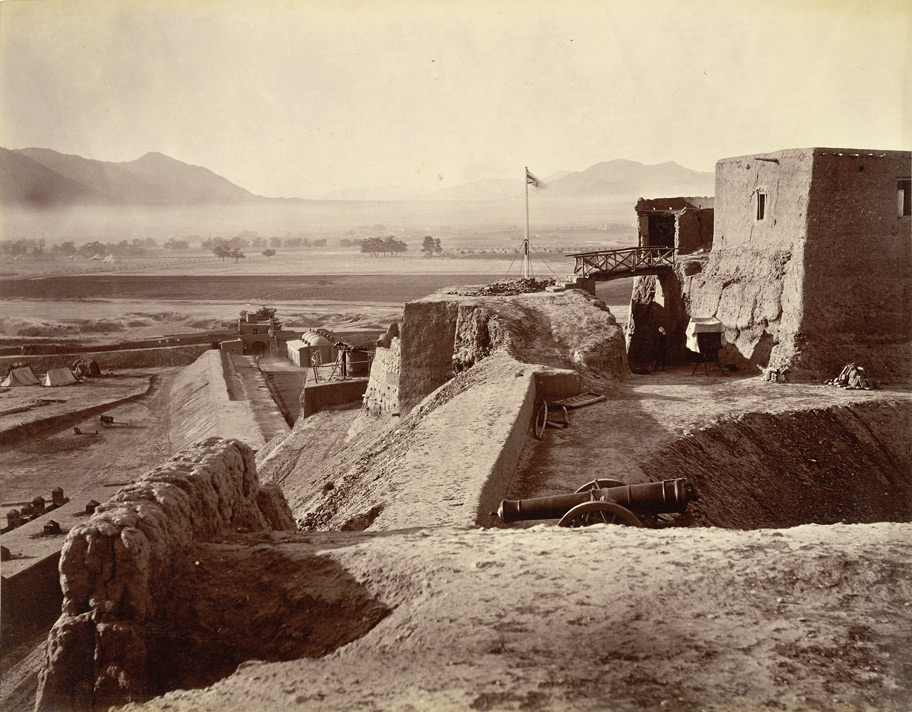
Forte Mirri em 1880
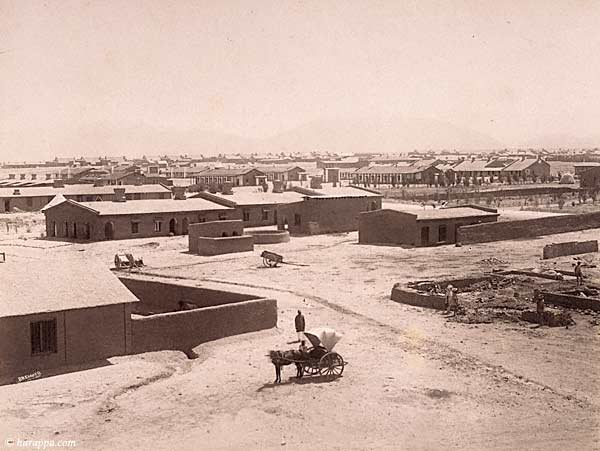
Acantonamento de Quetta, 1889

A moderna Quetta foi capturada pelo sultão Mahmud Ghaznavi durante sua invasão do sul da Ásia. Em 1543, o imperador mogol Humayun chegou a Quetta a caminho da Pérsia safávida, deixando seu filho e futuro imperador mogol Akbar aqui. Em 1709, a região fazia parte da dinastia Hotak afegã e permaneceu até 1747, quando Ahmed Shah Durrani a conquistou e a tornou parte do Império Durrani. O primeiro europeu visitou Quetta em 1828, descrevendo-a como um forte com paredes de barro cercado por trezentas casas de barro.

### Fundação

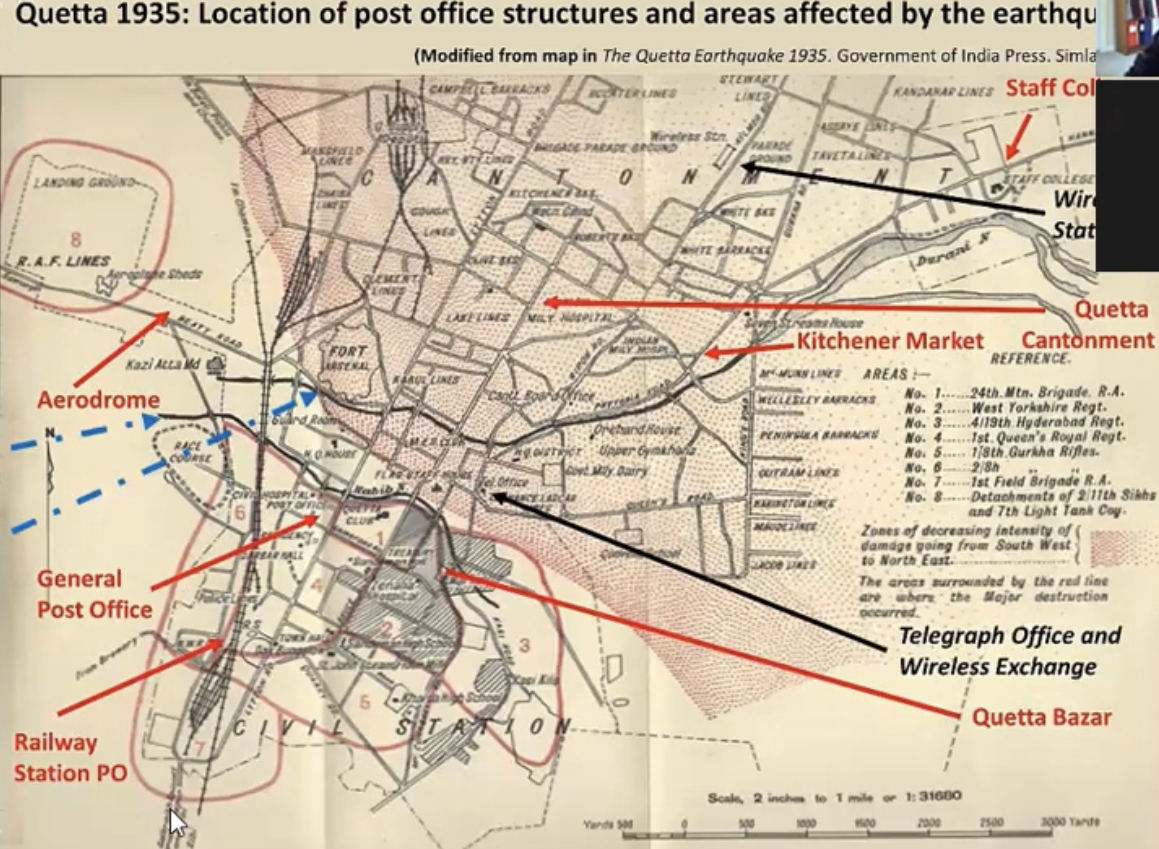
Mapa de Quetta após o terremoto de 1935

Em 1876, Quetta foi ocupada pelos britânicos e posteriormente incorporada à Índia britânica. Em 1856, o general britânico John Jacob instou seu governo a ocupar Quetta, dada sua posição estratégica na fronteira ocidental. As tropas britânicas construíram a infraestrutura para seu estabelecimento como uma cidade de guarnição.
Foi reconstruída após o terremoto de Quetta em 1935, que arrasou a cidade. O epicentro do terremoto foi perto da cidade e destruiu a maior parte da infraestrutura da cidade, matando cerca de 40 000 pessoas. Após a fundação do Paquistão, o Baluchistão adquiriu o status de província e Quetta tornou-se capital província.